# Villa Shatterhand
Die VILLA „SHATTERHAND.“ (Mays originale Schreibweise an der Hausfassade) ist das letzte Wohnhaus von Karl May in der sächsischen Stadt Radebeul, in der Karl-May-Straße 5 (früher Kirchstraße 5). Als Teil des Karl-May-Museums steht sie unter Denkmalschutz.

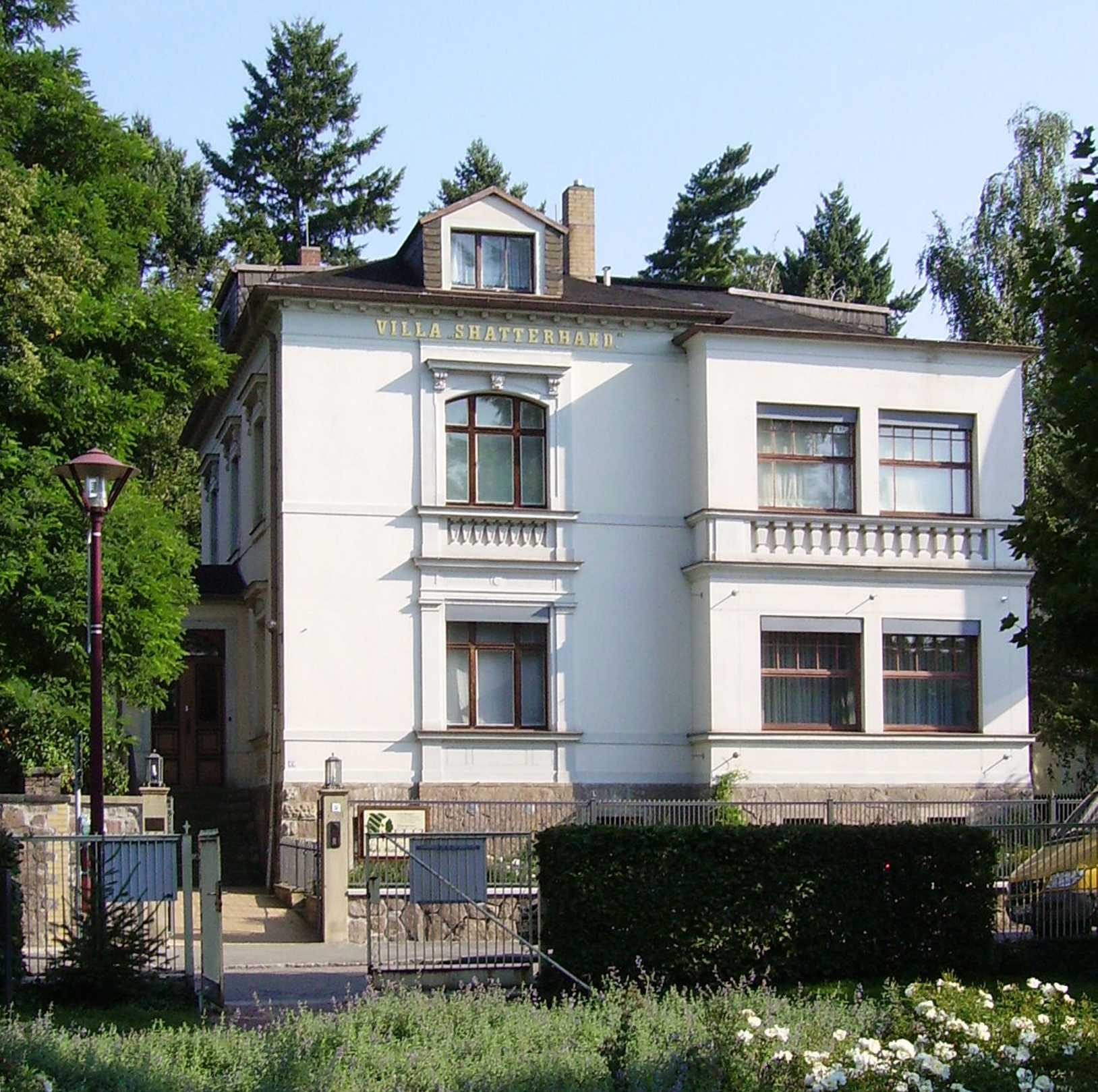
Villa „Shatterhand.“. Villa heute mit zweigeschossigem Verandavorbau

## Beschreibung

Karl May und Dr. Weigl auf dem Balkon der Villa „Shatterhand.“ (vor 1912). Villa noch mit eingeschossiger Veranda.

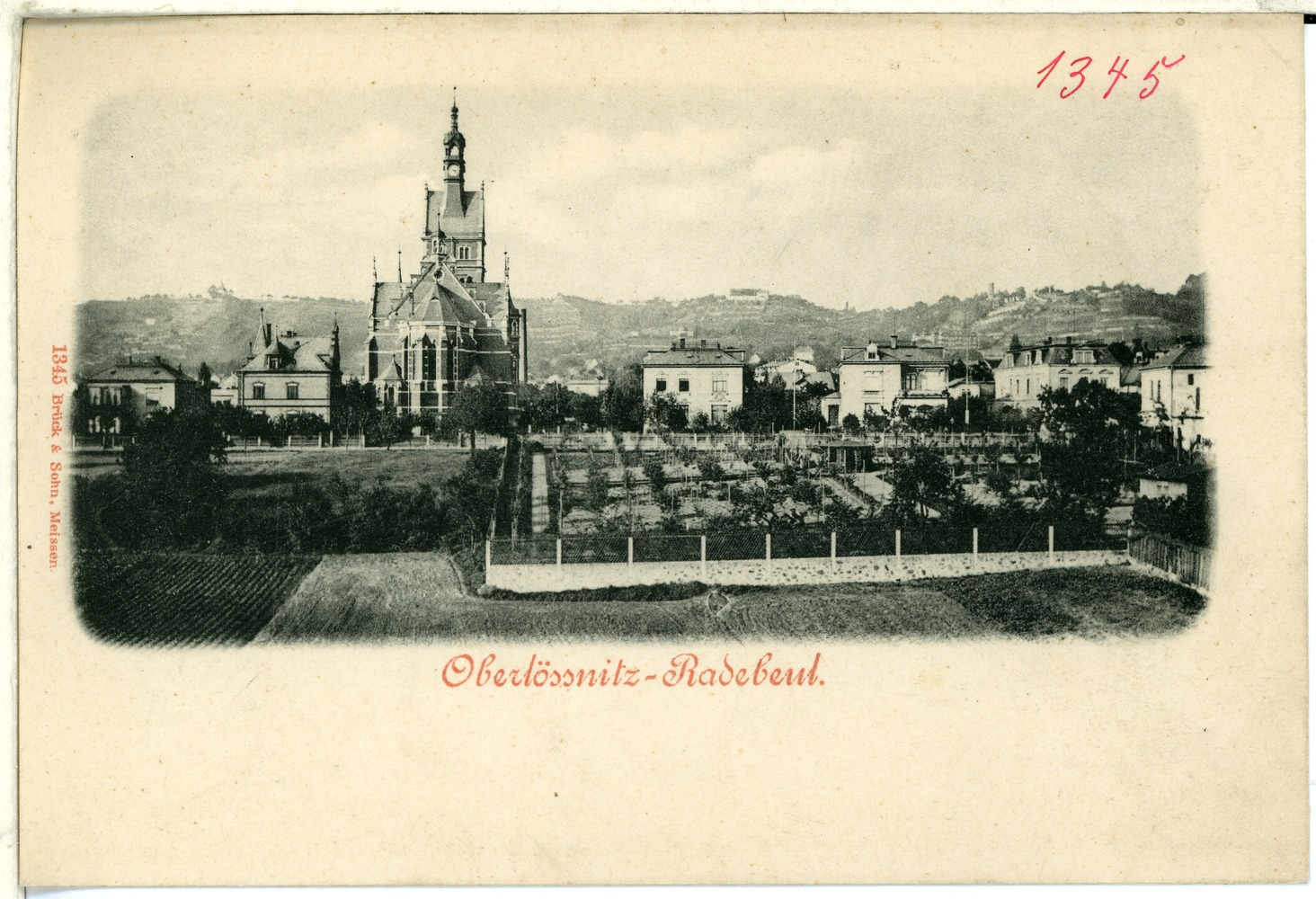
Villa „Shatterhand.“ (2. Villa rechts der Lutherkirche), 1899. Davor Mays Obstgarten, heute der Karl-May-Hain. In den Bergen rechts das Bilz-Sanatorium

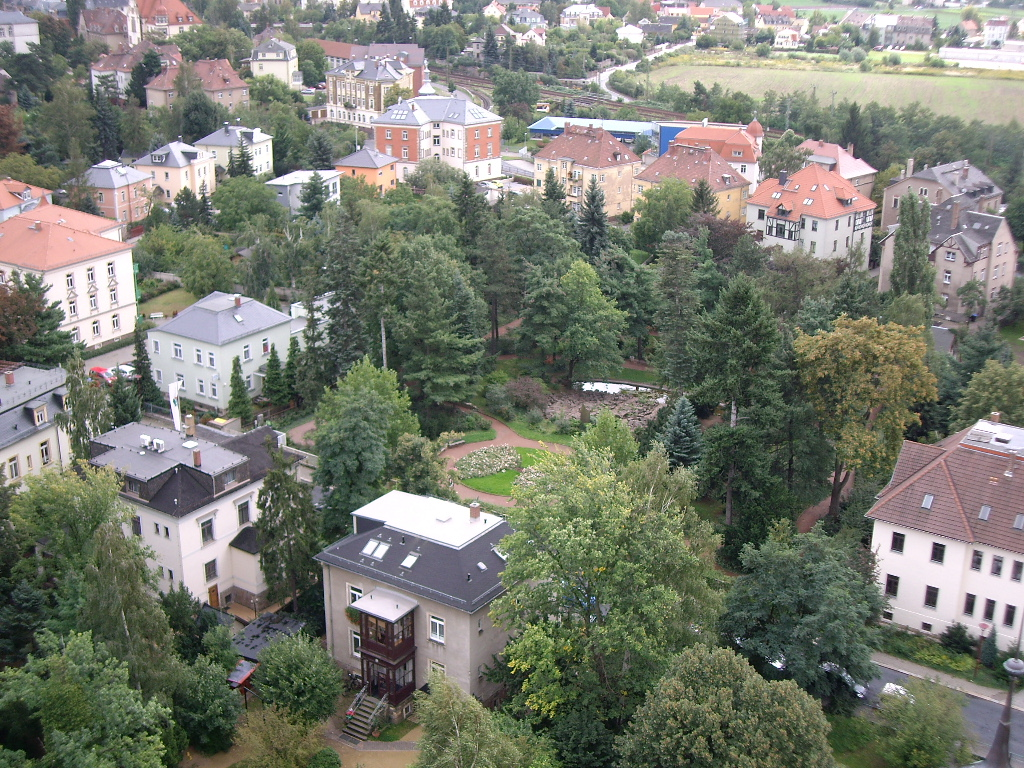
Blick vom Turm der Lutherkirche in den Karl-May-Hain

Die Serkowitzer Baufirma Gebrüder Ziller erwarb südlich der sich im Bau befindlichen Lutherkirche in Radebeul einige Grundstücke auf Vorrat. Am 20. Dezember 1890 reichte sie für die Parzelle „569/570“ einen Bauantrag ein. Nach seiner Genehmigung am 17. Februar 1893 baute sie auf eigene Kosten in der damaligen Kirchstraße 5 eine zweigeschossige Villa mit einer asymmetrischen Fassade und abgeflachtem Walmdach. Die Baurevision des Gebäudes erfolgte am 12. September 1894. Das Wohnhaus wird, zusammen mit Haus Gotendorf, Haus Herbig und der Villa Dorothee, als Beispiel einer „italianisierenden Renaissance“ im Dehio-Handbuch aufgeführt.
Der Putzbau mit Putz- und Sandsteingliederungen der aufwendigen Fassade über einem Bruchsteinsockel zeigt Fensterrahmungen mit Pilastern, Blendbalustraden und konsolengestützten Verdachungen, am Dachgesims befindet sich ein Konsolenfries. Der Eingang geht durch einen Vorbau auf der linken Seitenansicht. In der rechten Straßenansicht befindet sich eine massiv errichtete Veranda, die nachträglich aufgestockt wurde.
Der bereits in der Lößnitz ansässige Schriftsteller Karl May (1842–1912) kaufte am 16. Mai 1896 das fertige Anwesen, um dort einzuziehen. Einer anderen Quelle zufolge kaufte May das Anwesen bereits Ende 1895 für 37.300 Mark und zog am 14. Januar 1896 mit seiner ersten Frau Emma (1856–1917, 1903 geschieden) dort ein.
Noch 1896 ließ May oben an der Straßenfront den Schriftzug „Villa Shatterhand.“ anbringen. 1897 kaufte er auf der gegenüberliegenden Straßenseite noch ein Grundstück dazu und legte dort einen Obstgarten an.
1914 erfolgte ein Verandaanbau auf der Rückseite, dieser wurde 1950 aufgestockt. Dort befindet sich heute der Eingang in das Museum.
Karl Mays Witwe Klara (1864–1944), die zweite Ehefrau, ließ 1926 für Patty Frank im Garten hinter dem Haus ein Blockhaus als Wohnhaus errichten, die „Villa Bärenfett“. In einem Anbau des Blockhauses wurde 1928 das Karl-May-Museum eröffnet.
Im Jahr 1928 (1925) erfolgte die Aufstockung der vorderen Veranda nach Plänen des Architekten Max Czopka, der entstehende neue Außenraum sowie der daran angrenzende Innenraum wurden im Stil der Neuen Sachlichkeit mit dunklen Holzvertäfelungen versehen.
Mit dem Tode Klara Mays 1944 ging die Villa in den Besitz der Karl-May-Stiftung über und wurde weiter als Wohnhaus genutzt. Ab 1961 war dort ein Schulhort untergebracht. 1968 erfolgte der Ausbau des Dachgeschosses.
Seit 1985 wird auch das ehemalige Wohnhaus Karl und Klara Mays, die Villa „Shatterhand.“, als Sitz der biographischen Museumsabteilung sowie für Studien- und Ausstellungszwecke des Museums genutzt.